# Tân Ân, Cần Đước
Tân Ân là một xã thuộc huyện Cần Đước, tỉnh Long An, Việt Nam.

## Địa lý
Xã Tân Ân nằm ở trung tâm huyện Cần Đước, có vị trí địa lý:
- Phía đông giáp thị trấn Cần Đước và xã Phước Đông
- Phía tây giáp huyện Tân Trụ với ranh giới là sông Vàm Cỏ
- Phía nam giáp xã Tân Chánh
- Phía bắc giáp xã Phước Tuy và thị trấn Cần Đước.

Tân Ân có con sông chính là Sông Bến Trễ kéo dài từ Cống Bến Trễ ra Thị Trấn Cần Đước, đập Cầu Chùa. Ngoài ra còn có rạch Ông Xà từ xóm Nhà Máy (thuộc ấp 3) đi qua ấp 2 ra Sông Bến Trễ.
Xã có diện tích 9,85 km², dân số năm 1999 là 7.196 người, mật độ dân số đạt 731 người/km².

## Hành chính
Xã Tân Ân được chia thành 7 ấp: 2A, 2B, 3, 4, 5, 6, 7.

## Lịch sử
Ngày 27 tháng 4 năm 2015, Bộ Xây dựng ban hành Quyết định 505/QĐ-BXD về việc công nhận thị trấn Cần Đước mở rộng (gồm thị trấn Cần Đước và một phần các xã Tân Lân, Phước Đông, Tân Ân, Phước Tuy) là đô thị loại IV.
Ngày 18 tháng 7 năm 2019, HĐND tỉnh Long An ban hành Nghị quyết số 43/NQ-HĐND về việc sáp nhập Ấp 1 vào Ấp 3.